# 희극지왕
《희극지왕》(喜劇之王)은 1999년 2월 13일 개봉한 홍콩의 영화이다.

## SBS 성우진 (2002년 10월 6일)
- 김환진 - 윤천구(주성치)
- 최덕희 - 유표표(장백지)
- 엄현정 - 두연아(막문위)
- 김병관 - 마오(오맹달)
- 강수진
- 장승길
- 김영훈
- 민응식
- 장혜선
- 양희문
- 윤복성
- 이용순

## 같이 보기
- 주성치